# Калатајуд
Калатајуд (шп. Calatayud) град је у Шпанији у аутономној заједници Арагон у покрајини Сарагоса. Према процени из 2017. у граду је живело 20.191 становника.

## Становништво
Према процени, у граду је 2017. живело 20 191 становника.
| 2017.  |
| ------ |
| 20.191 |

## Партнерски градови
- Ош
- Дуевиле
- Галдар
- Глен Елин